# Le Chant à l'indien
 Le Chant à l'indien è una raccolta di poesie di Khireddine Mourad, pubblicata da Mémoires d'écrier, nel 2004.

## Il titolo
Canzone indiana, celebrazione - la poesia accoglie al limite del sacro, tra lode e preghiera all' Assente - dedicata a questo essere astratto, l '"tmp|Libro", che comunemente "sappiamo" essere l'anziano abitante poliedrico del continente americano, le cui fotografie e film hanno diffuso un'illusione di conoscenza. Ma perché non dovrebbe essere l'indiano, il "reale", originario di questo altro subcontinente asiatico, che è l'India?

## I temi
La poesia tratta la tragedia dell'Indiano, de-territorializzato e "de-nominato", anche quando viene riconosciuto l'errore commesso. Perché questo indiano non viene dall'India.
Questa tragedia è nata dalla lussuria commerciale e politica per l'India - l'Oriente - che dapprima prende la forma di un sogno, per poi diventare un'esca : la ricerca è diventata una conquista, i conquistatori hanno erroneamente battezzato "India" un continente che non lo era, "indiani" degli uomini di cui ne hanno distrutto la vita, la civiltà, l'essere, invece di cercare di conoscerli. Sono venuti nella loro terra, spinti dalle loro aspettative, dalla loro avidità, dai loro standard e dalle loro paure che hanno imposto ai conquistati insieme alla loro storia. Soprattutto, hanno rubato loro ciò che gli avrebbe permesso di sopravvivere e di essere .
Questa denominazione e l'identità stessa dell'indiano sono quindi solo “un sogno nato a Granada per un'India orientale che siamo andati a cercare in Occidente. E l'essere così chiamato, con un nome che lo rinvia geograficamente altrove rispetto al suo luogo di origine, si troverà prigioniero di un'etimologia che non lo rimanda ad alcuna radice ”. Per i conquistatori in procinto di diventare sedentari, forse era una domanda, scrive l'autore, di "cancellare la sua memoria in modo che non ci sia nemmeno alcun rimprovero per averla sterminata".

## La scrittura
Il poema si svolge su più livelli, tra lo stesso e l'altro che non si fondono o si separano, indicato da una doppia tipografia (destra e corsivo) secondo il flusso del pensiero. Lo stesso non è mai "lo stesso", l'altro non è mai totalmente diverso. La metafora non è confronto. E anche l'indiano è una metafora.
La canzone indiana è una canzone polifonica su opposizioni, omonimi, molteplici significati di ripetizione in cui semi di differenza, dove armonia è essenzialmente suono e musica. La sua unità è costruita, dai passaggi da un significante all'altro, dall'interazione di adiacenze e dalle leggi delle associazioni di impressioni sonore.